# Szajkovich István
Szajkovich István (Planina, 1631. augusztus – Bécs, 1694. április 4.) bölcseleti és teológiai doktor, Jézus-társaságbeli áldozópap és tanár. Nevét Sztaickovicsnak is írták.

## Élete
1650. október 6-án lépett a rendbe; tanította a bölcseletet 8 évig, Grazban és Kassán a teológiát 6 évig; végre Zágrábban rector volt.

## Munkái
- Hercules Philosophus, in Palatio Honoris Dum Prima Laurea Ill. Dnus… Joannes Ferdinandus Zehentner… decoraretur, Promotore… Graecii, 1666
- Carolus Salernitanus. Seu Fortunae Triumphator Neolaureatae Sapientiae, Promotore… In Theatro Exhibitus, & Oblatus ab Illustrissima Humanitate Graecensi, Uo. 1666
- Trias Virtutum Theologicarum In Lilio, Cruce, Leone Gentilitiis Illustr. Dni… Francisci Szegedi Episcopi Agriensis… In Alma Episcopali Universitate Cassoviensi… Cassoviae, 1670
- Tiara Theologica seu tripartita gratiarum corona ex triplici Doctorum classe, qua ab anno 1676. confirmatae a Sixto V. P. M. et Rudolpho II. Imp. Aug. Graecensis S. J. Universitatis primo gradu theologico solemniter donati sunt, ad annum usque 1682. Graecii, 1682